# 英雄 (絕命律師)
〈英雄〉（英語：Hero）是美國犯罪劇情電視劇《絕命律師》第一季的第四集，該集由詹妮弗·哈奇森編劇，並由科林·巴克西執導。在美國，該集於2015年2月23日在AMC播出，至於美國以外的多個國家則在串流媒體服務Netflix上首播。

## 劇情

### 開場
在1992年的閃回片段中，吉米·麥吉爾（鮑勃·奧登科克 飾）和他的新朋友史蒂夫（Stevie）離開一家酒吧，他告訴史蒂夫自己的名字是薩爾·古德曼。兩人在一條小巷裡發現一個幾乎沒有意識的醉漢，他旁邊放著一個裝滿現金的錢包，史蒂夫拿走錢包裡的現金，而吉米則拿走那個男人的劳力士手錶。吉米估計勞力士手錶的價值比錢包裡的現金更高，史蒂夫因為貪心而用撿到的錢再加上自己的額外現金來向吉米換取手錶。在史蒂夫帶著廉價的假貨手錶逃跑後，吉米和那個“昏迷”的男人（後來透露是馬可·帕斯特納克）回到他的住所分攤騙局的收益。

### 主線劇情
吉米向凱特曼夫婦解釋現在的處境，並給予他們僱用他作為法律代表的選擇。然而凱特曼夫婦從地上拿起30萬美元現金，賄賂吉米不要透露他們擁有挪用的160萬美元公款，吉米伸手接受了賄賂。納丘·瓦加（迈克尔·曼多 飾）從警察局被釋放出來，他指控吉米曾對凱特曼夫婦發出警告。吉米說自己是為了凱特曼孩子們而警告他們，反稱納丘應該感謝自己阻止他犯下綁架或謀殺罪，因為他在監視凱特曼夫婦時被注意到了。
吉米把凱特曼夫婦賄賂他的錢以聘用費方式存到賬戶中，將其營造成一筆合法的款項。他把錢花在模仿霍華德·漢姆林（帕特里克·法比安 飾）外表的個人改造，以及一個明顯抄襲HHM律師行的廣告牌廣告上。金·魏斯勒（蕾亚·塞洪 飾）得知後與吉米對質，霍華德則以商標侵權為由起訴他。法院隨後裁定HHM律師行勝訴，吉米被命令要移除廣告牌。
吉米未能說服任何新聞媒體將他的困境作為人性化故事來報導，他只能聘請一個自由職業媒體團隊錄製影片來向大眾博取同情。拍攝過程中，在高處拆除廣告牌的工人不小心跌倒，他只僅靠安全帶支撐著身體。吉米馬上爬上去將工人拉回安全的地方，路人在旁觀看和錄影，他的媒體團隊也將整個過程錄製下來。霍華德和金都意識到吉米是為了宣傳而上演救援戲碼。
第二天吉米為哥哥查克·麥吉爾（邁克爾·麥基恩 飾）帶來日報，但他掩藏了一份報導自己昨天救援事件的報紙。查克注意到有一份報紙不見了，他開始懷疑並承受著曝露在電磁波中的痛苦，跑到鄰居的車道上偷走他們的報紙（有留下5美元作為付款），他很快就發現了吉米的騙局。

## 製作
該集由劇集的資深製作人詹妮弗·哈奇森編劇，她也是前作《絕命毒師》的編劇和製片人。該集由科林·巴克西執導，他曾執導過4集《絕命毒師》。按時間順序排列的話，該集是使用薩爾·古德曼這個名字的第一集。

## 迴響

### 收視率
該集在播出後的美國總收視人數為287萬觀眾，並在美國18-49歲的成年人統計人口中獲得1.4的收視率。

### 評價
該集獲得絕大多數的正面評價。根据評論匯總网站爛番茄汇总的22篇评论文章，95%的评论家给予该作正面评价，使之獲得「認證新鮮」標識，平均打分为8.20分（满分10分）」
《Den of Geek》的斯蒂芬·穆罕默德（Stefan Mohamed）評價道：“該集最直接的喜劇部分是看到吉米在廣告牌上穿上與霍華德完全相同的西裝……《絕命律師》的製作品質和風格繼續令人印象深刻，很高興看到該劇與《絕命毒師》一樣同樣關注佈局和攝影。”《IndieWire》的麗茲·香農·米勒（Liz Shannon Miller）給該集評分為“B”並說：“《絕命律師》似乎非常投入於直截了當的講故事，這導致劇情沒有太多曲折（儘管吉米廣告牌的曝光是一個精美的佈置時刻）。”但她亦讚揚金的角色塑造在該集不斷擴大：“到目前為止一直是邊緣人物，但她在該集裡開始有發揮機會。當演員塞洪與奧登高基有明顯的化學反應時，這個角色真正的善良天性讓人難以忘記。”

## 外部連結
- 互联网电影数据库上英雄的资料（英文）

- 《英雄》（页面存档备份，存于）在AMC
- 爛番茄上《英雄》的資料（英文）